# Croix de Flangebouche
La Croix de Flangebouche est une croix du XVIe siècle située sur la commune de Flangebouche dans le département français du Doubs.

## Localisation
La croix est située à l'entrée du village, à proximité de l'église paroissiale.

## Histoire
La croix date du XVIe siècle. Elle est classée au titre des monuments historiques depuis le 16 octobre 1906.